# Klarissenkloster Pfullingen
Das Kloster zur heiligen Cäcilia im baden-württembergischen Pfullingen war ein spätmittelalterliches Klarissenkloster. Es erhielt 1252 die Ordensregel von Papst Innozenz IV. und bestand bis etwa 1590, als die letzte noch lebende Nonne zum Protestantismus konvertierte. Heute sind von der Klosteranlage nur noch wenige Gebäude erhalten, darunter die Klosterkirche und das einzige noch erhaltene mittelalterliche Sprechgitter Europas.

## Gründung
Der Gründungszeitpunkt des Klarissenklosters lässt sich heute nicht mehr genau klären. Laut einer Chronik des Franziskanerordens soll es bereits 1237 bei Pfullingen eine kleine Niederlassung von Franziskanern gegeben haben, die bei oder in der „Brüder Capell“ lebten, die der Märtyrerin Cäcilia gewidmet war und deren Standort heute nicht mehr bekannt ist. Eine Chronik aus dem Jahr 1525, deren Verfasserin eine ebenfalls heute nicht mehr bekannte Klarisse war, berichtet, dass die Arbeiten am Kloster am 11. November 1250 begannen. Die späteren Bewohnerinnen seien am 16. November 1252 in den Orden eingetreten, lebten dann zunächst in der Brüder Capell (hier: Väter Capell) und hätten am 25. November 1278 das Kloster bezogen:
„Anno dni MCCl an Sant Martins tag da ist dis Closter Pfullingen an gefangen worden von der edlen wolgebornen frowen Mechthildt vnd frowen Irmel von Pfullingen, dess Edlen Rempen geschlecht, vnd sy sint myt eygner person selber zu Rom gwest vnd das vrlub erworben vnd myt jrem gut vnd dem heiligen almüsen dis Closter gebauwen [...] Dar noch anno Domini MCClii iar vf sant Otthmars tag haben die selben frowen an sich genümen den heiligen orden Sancte Clare in der Vaetter Capellin, dar jn sind sy gewest XXVI jar bys dis Closter vss gebuwen ward. Dar nach anno dni MCCLXXVIII jar an sant Katterina tag sind die vorgenanten frowen ingangen in dis Closter, yst wol zu globen, myt grossen freyden.“
Da die Chronik fast drei Jahrhunderte nach der behaupteten Gründungszeit entstand, ist sie mit Vorsicht zu behandeln. Der genannte Bezugstag im Jahr 1278 lässt sich mit den Ergebnissen von Untersuchungen der noch existierenden Klostergebäude in Einklang bringen. Die benannte Gründerin Irmel ist möglicherweise identisch mit der Heiligen Irmingild von Pfullingen, über die heute jedoch kaum etwas bekannt ist.
Von den beiden Klostergründerinnen Mechthild und Irmel von Pfullingen „des edlen Rempen-Geschlechts“ wird heute allerdings angenommen, dass sie mitnichten aus der Familie der Rempen stammten. Wenngleich die Rempen in Pfullingen durchaus existierten, so erscheint es unwahrscheinlich, dass sie zu jener Zeit das nötige Vermögen für eine Klostergründung besessen haben. Wahrscheinlicher ist es, dass die Stiftung von den heute nicht mehr namentlich bekannten Herren von Pfullingen getätigt wurde, die in jener Zeit mehrfach urkundlich erwähnt werden. Es ist allerdings anzumerken, dass der genealogische Zusammenhang mit den Rempen bis heute ungeklärt ist. Gegen die These der von Pfullingen als Stifter sprechen jedoch einige historische Ungereimtheiten. Jedenfalls kann davon ausgegangen werden, dass die Verfasserin der Chronik von 1525 annahm, dass das 1498 ausgestorbene, ihr also noch wohlbekannte, und bis dahin führende Geschlecht der Rempen auch bereits im 13. Jahrhundert eine ähnliche Machtposition in Pfullingen einnahm.
Die erste urkundliche Erwähnung des Klosters stammt vom 21. Oktober 1252, als Papst Innozenz IV. die Frauen in den Klarissenorden aufnahm und ihnen die Ordensregel gab. Genau genommen kann die Gemeinschaft ab diesem Tag Kloster genannt werden. Am 16. November kamen Klarissen aus Söflingen nach Pfullingen, um das Kloster zu besiedeln. Spätestens seit 1260 verfügte das Kloster auch über einen eigenen geistlichen Betreuer. Ab diesem Jahr erhielt der Konvent die Hälfte des Pfullinger Zehnten, der zuvor vollständig der örtlichen Kirchengemeinde zustand.

## Leben im Kloster

### Ordensregel
Die Ordensregel bestimmte das gesamte Leben im Kloster. Die Ordensregel, die in Pfullingen Anwendung fand, geht zurück auf Klara von Assisi, die sich 1212 mit einigen Gefährtinnen nach San Damiano zu Franz von Assisi begab. Von ihm erhielten sie eine forma vivendi, eine schriftliche Lebensform, aber keine richtige Ordensregel. Erst 1218 schuf Kardinal Hugolin, der spätere Papst Gregor IX., die erste vollständige Klosterregel für die Klarissen, die von Papst Honorius III. bestätigt wurde. 1238 verbriefte Gregor IX. seine Regel erneut. 1247 erließ Papst Innozenz IV. eine neue Regel, die er drei Jahre später zurücknahm. 1253 verfasste Klara von Assisi selbst eine Ordensregel, die von Innozenz wenige Tage vor ihrem Tod bestätigt wurde. Bereits im Jahr zuvor, am 21. Oktober 1252, war dem Pfullinger Konvent die Ordensregel Hugolins auferlegt worden. 1263 erließ Papst Urban IV. eine weitere Regel, deren Anwendung ab 1263 im Pfullinger Kloster nachgewiesen ist. In ihr wurde auch die Benennung des Ordens nach Klara von Assisi festgelegt.

#### Klausur
Im Pfullinger Kloster galt sowohl die aktive Klausur – das Verbot für die Schwestern, das Kloster jemals wieder zu verlassen (außer bei der Verlegung in ein anderes Kloster) – als auch die passive Klausur, also das Verbot für Dritte, das Kloster zu betreten. Auch nach dem Tod verließen die Schwestern das Kloster nicht, sondern wurden innerhalb der Klausurmauer bestattet. Laienschwestern war der Ausgang erlaubt. Gespräche mit der Außenwelt waren nur mit der Erlaubnis der Äbtissin, unter der Aufsicht zweier Mitschwestern und an einem Sprechgitter möglich, einer Maueröffnung mit gelochten Eisenblechen in einem extra dafür gebauten Raum, dem Parlatorium. Selbst die Beichte und die Kommunion fanden durch dieses Gitter statt. Neben dem erhaltenen Sprechgitter (siehe dazu unten: Erhaltene Gebäude) könnte möglicherweise noch mindestens ein weiteres existiert haben; dies legt ein Schriftstück aus dem Jahr 1472 nahe, in dem differenzierend von „dem hinteren Redfenster“ die Rede ist. Briefe durften nur geschrieben und empfangen werden, wenn sie zuvor von der Äbtissin gelesen wurden. Externe durften das Kloster nur ausnahmsweise von Amts wegen betreten werden, wenn die Äbtissin es erlaubte und wenn der Besucher einen würdigen Begleiter hatte.
Neben der äußeren Klostermauer, die die gesamte Klosteranlage umgab, existierte eine weitere, engere Klausurmauer. Sie umgab die Kirche, den Kreuzgang, das Konventsgebäude und den Nonnenfriedhof. Alle anderen Gebäude des Klosters, also insbesondere die Wirtschaftsgebäude, lagen außerhalb der Klausurmauer. So hatten die Nonnen auch zu den Mitarbeitern des Klosters keinen Kontakt. Die einzigen Zugänge in die Klausur waren ein Tor, das nach jeder Benutzung wieder zugemauert wurde, und ein Mauerdurchlass, der nur mit Hilfe einer Leiter zu erreichen war. Gegenstände wurden im Windenhaus über eine Art Drehlade an das Konventsinnere übergeben.

#### Armut
Die Armut ist zentrales Element verschiedener Bettelorden. Keine der Schwestern durfte Eigentum haben, alle Ressourcen des Konvents standen unter der Gewalt der Äbtissin. Es sollte nur gebraucht werden, was wirklich nötig war. Die Mahlzeiten waren einfach, die Betten bestanden aus Strohsäcken und einer Wolldecke.
Diese Regeln zu befolgen, gestaltete sich zeitweise nicht so einfach. Einerseits wurde das Leben der Pfullinger Klarissen von den harten süddeutschen Wintern bestimmt. Die Ordensregel der Klarissen entstand dagegen unter dem Eindruck des warmen Italiens. Innozenz IV. erlaubte daher bereits 1253 einige Abweichungen von der Ordensregel. Andererseits waren die Jahrhunderte geprägt von Krieg und Armut, sodass es den Schwestern irgendwann – in welchem Konflikt genau, ist nicht überliefert – erlaubt wurde, Freunde und Verwandte um Unterstützung zu bitten. Während sie die Gaben anfangs noch mit der Gemeinschaft teilen mussten, bestanden die Schenker irgendwann darauf, dass ihre Zuwendungen nur ihren Angehörigen zukommen sollten, sodass es in der Folge verbotenerweise Eigenbesitz unter den Schwestern gab. Letzteres ist ab 1307 auch in Urkunden belegt.
Die in Pfullingen geltende Ordensregel erlaubte jedoch gemeinschaftliches Eigentum. Anders als die einzelnen Nonnen war der Konvent als solcher selbst daher alles andere als arm. Im Laufe der Zeit erwarben die Nonnen reichlich Grund und Boden. Ihnen gehörten rund die Hälfte der landwirtschaftlichen Flächen in Pfullingen, die Gemeinden Genkingen und Reicheneck fast vollständig, große Güter in Mittelstadt, Hammetweil und Sondelfingen sowie weitere Ländereien und Zehntrechte in Mähringen, Immenhausen, Kusterdingen, Jettenburg, Eningen, Reutlingen, Betzingen, Metzingen, Nürtingen, Raidwangen, Aich, Stuttgart, Hedelfingen, Heumaden, Feuerbach, Romelsbach, Oferdingen, Kirchentellinsfurt, Sickenhausen, Derendingen, Mössingen, Eckenweiler, Hailfingen, Bondorf, Hirschau, Böttingen, Auingen, Erpfingen, Undingen, Gönningen, Unterhausen, Gomaringen, Oberhausen, Stockach, Hinterweiler, Altenriet, Schlaitdorf, Neckartenzlingen, Alten-Sickingen, Bodelshausen und Ammern.

#### Schweigen
Das Reden im Konvent war – abgesehen vom Gebet – nur zum Zwecke der Lehre und zu besonderen Aufgaben im Auftrag der Äbtissin erlaubt. Bei jedem Gespräch sollten mindestens drei Personen anwesend sein (mit Ausnahme der Beichte und der Visitation). In seltenen Ausnahmefällen war das Sprechen mit Externen erlaubt (siehe dazu oben den Abschnitt Klausur).

#### Fasten
Die Schwestern durften unter der Regel Hugolins, also in den ersten elf Jahren des Klosters, nur Fastenspeisen zu sich nehmen und nur einmal am Tag essen. Mittwochs und freitags waren ihnen gar nur rohes Obst und Gemüse erlaubt. In der Fastenzeit vor Ostern und vor Weihnachten mussten sie sich von Wasser und Brot ernähren. In der Praxis war auch dies in Pfullingern schwerer zu befolgen als in Italien. Schon allein der schlechte Zugang zu Olivenöl, das tierische Fette ersetzen sollte, stellte die Schwestern vor eine große Herausforderung. Ab 1263 galt in Pfullingen dann die Ordensregel Urbans IV. Sie war weniger streng und erlaubte im Sommer eine zweite Mahlzeit pro Tag. Milchprodukte und Eier durften – außer freitags, im Advent und in der Fastenzeit – verzehrt werden. Nur Fleisch war nicht erlaubt. Alten und Schwachen wurde das Fasten erlassen. Inwieweit sich in Pfullingen an diese Regeln gehalten wurde, ist nicht gesichert überliefert.

### Alltag
Die Aufnahme ins Kloster konnte schon im Kindesalter erfolgen, war aber auch später noch möglich. Beim Eintritt in den Konvent musste außerdem, ähnlich wie bei einer Hochzeit, ein Heiratsgut oder Erbe mitgebracht werden. Vor dem Ordensgelübde war es üblich, ein Noviziat zu absolvieren, das aber nur wenige Tage dauern sollte. Die älteren Schwestern brachten den jüngeren das Lesen und Schreiben bei. Die Ämter innerhalb des Klosters standen jeder Schwester offen. Es ist belegt, dass es in Pfullingen die Ämter der Äbtissin, der Priorin, der Schreiberin, der Gastmeisterin und der Tormeisterin gab. Die Schwestern mussten eine schwarze Haube, einen weißen Schleier und ein weites Kleid tragen, das mit einem Strick umgürtet war. Die Haare wurden abgeschoren; Schuhe trugen nur die Schwachen. Laut der Chronik von 1525 besaßen die Nonnen jedoch auch Pelzwerk und eigene Kleidung. Der Konvent hielt Schafe, Ziegen, Kühe und Schweine. Er finanzierte sich durch seinen umfangreichen Grundbesitz, Zehntrechte, das Pfrünergeschäft und – besonders in der Anfangszeit – durch Spenden und Stiftungen.
Im Kloster lebten 1413 64 Nonnen, von denen die meisten aus wohlhabenden Bürgerfamilien aus dem Gebiet zwischen Tübingen, Nürtingen und Münsingen stammten. Nach 1461 reformierten Klarissen aus Brixen mit Unterstützung der Württemberger Gräfin Mechthild von der Pfalz das Kloster im Sinne der Observanzbewegung. Aus der Folgezeit haben sich mehrere von den Nonnen geschriebene Andachtsbücher erhalten.

## Auflösung und Wiederbesiedelung

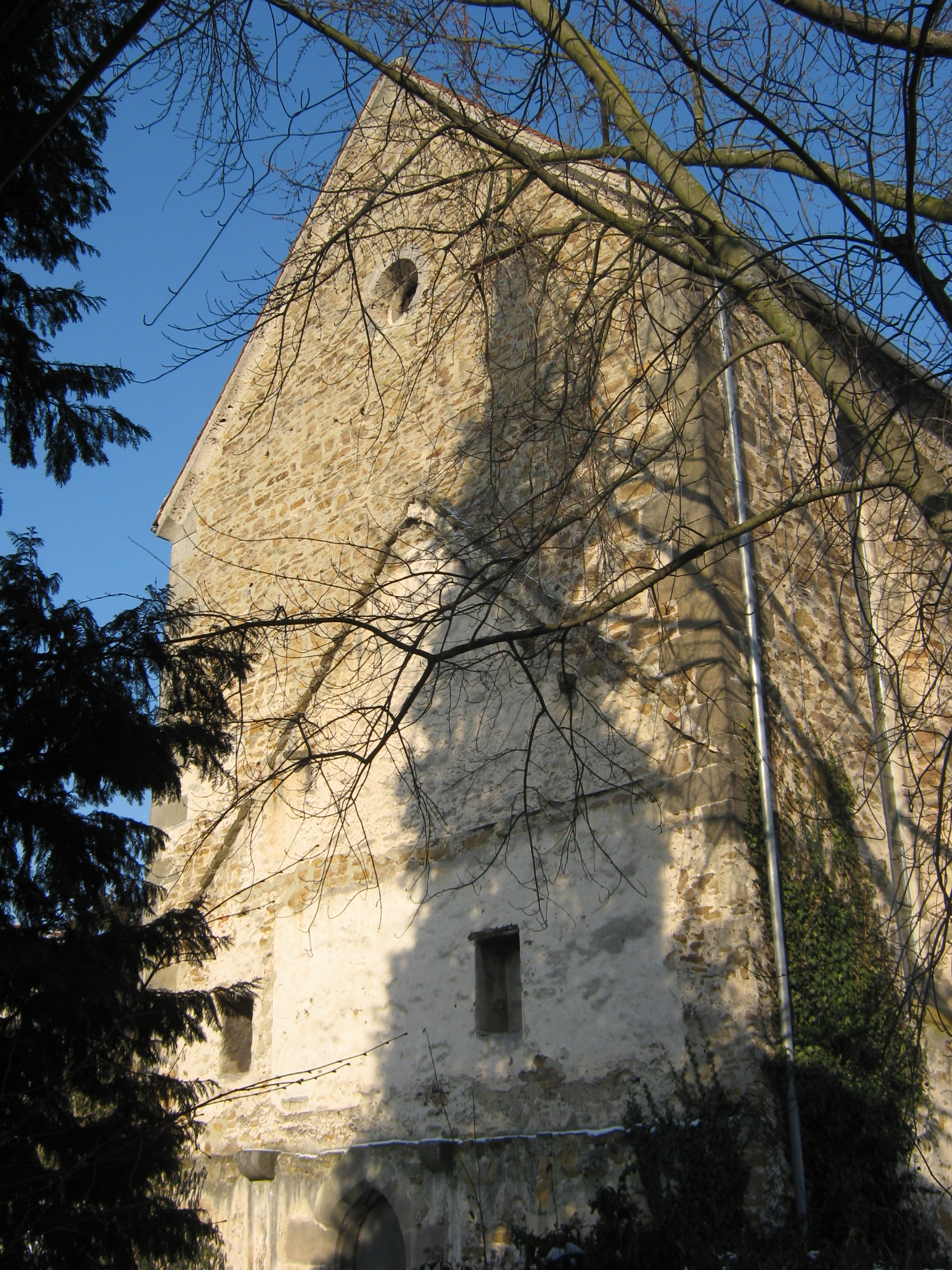
Die Klosterkirche von Süden. Gut erkennbar sind die Spuren der mittlerweile abgerissenen Klostergebäude.

Der Beginn des 16. Jahrhunderts war für den Konvent von Krisen geprägt. Bei einem Aufstand im Jahr 1514 zogen Bauern Nacht für Nacht „mit Pfeifen und Pauken“, so die Chronik von 1525, am Kloster vorbei. Bei einer Belagerung der Reichsstadt Reutlingen durch Herzog Ulrich im Jahr 1519 wurde der in Reutlingen befindliche Wirtschaftshof des Klosters beschädigt. 1525 wurde das Kloster im Zuge der Bauernkriege geplündert.
Nach seiner Rückeroberung Württembergs hob Herzog Ulrich 1534 das Kloster Pfullingen im Zuge der Reformation auf und nahm zahlreiche weitreichende Einschränkungen in das Leben der Nonnen vor. So durften sie künftig keine Novizinnen aufnehmen, mussten auf die Seelsorge durch katholische Geistliche verzichten, durften die Stundengebete und die Messe nicht mehr nach hergebrachter Sitte abhalten, mussten sich evangelische Predigten anhören und wurden zum Ablegen der Ordenstracht und zum Austritt aus dem Orden aufgefordert. Der Herzog hob außerdem die Klausur auf, setzte einen evangelischen Verwalter ein und erlegte dem Kloster hohe Steuern auf. 1539 ließ er den Glockenturm und einen Teil der Klosterkirche abreißen.
1540 einigte sich der Herzog mit den Pfullinger Klarissen auf deren Versorgung mit Geld, Lebensmitteln, Unterkunft und Brennholz. Am 12. Mai 1540 wurden die 27 Pfullinger Klarissen in ein leerstehendes Franziskanerkloster in Leonberg umgesiedelt. Nach dem Erlass des Augsburger Interims 1548 baten sie 1549 Herzog Ulrich, ihnen die Heimkehr zu erlauben. Gleichzeitig ersuchte der Ordensprovinzial Kaiser Karl V. um Hilfe, der dem Herzog 1550 in einem Brief die Restitution befahl. Herzog Christoph, der seinem inzwischen verstorbenen Vater Ulrich nachfolgte, wollte die Rückkehr der Nonnen nur unter Auflagen zulassen. Am 5. September 1551 kehrten die verbleibenden 18 Klarissen wieder nach Pfullingen zurück. Die letzten Jahre des Klosters waren geprägt von der Auseinandersetzung zwischen Konvent und Herzog, der auch die zahlreichen Interventionen des Kaisers zugunsten der Klarissen nicht abhelfen konnten.
Da das Kloster nach wie vor keine Novizinnen aufnehmen durfte, starb der Konvent langsam aus. 1579 waren noch drei Schwestern am Leben. Am 2. November 1595 verstarb die letzte Pfullinger Klarissin Anna Reischin. Ihrem Eintrag im Pfullinger Totenbuch zufolge konvertierte sie um 1590 zum evangelischen Glauben.
Im Jahr 1630 erließ Kaiser Ferdinand II. das Restitutionsedikt, demzufolge alle Güter, die 1552 noch katholisch gewesen waren, zu restituieren seien. Daraufhin wurden Söflinger Klarissen nach Pfullingen berufen, die dort im Dezember 1630 eintrafen. Infolge des Dreißigjährigen Krieges mussten die Klarissen jedoch von 1632 bis 1635 und erneut ab 1638 zurück in ihr Heimatkloster fliehen. Bei ihrer letzten Rückkehr zogen sie in den ehemaligen Hof des Klosters Marchtal in Reutlingen. Als das Kloster Pfullingen mit dem Westfälischen Frieden 1648 an Württemberg fiel, kehrten die Klarissen endgültig nach Söflingen zurück.

## Erhaltene Gebäude

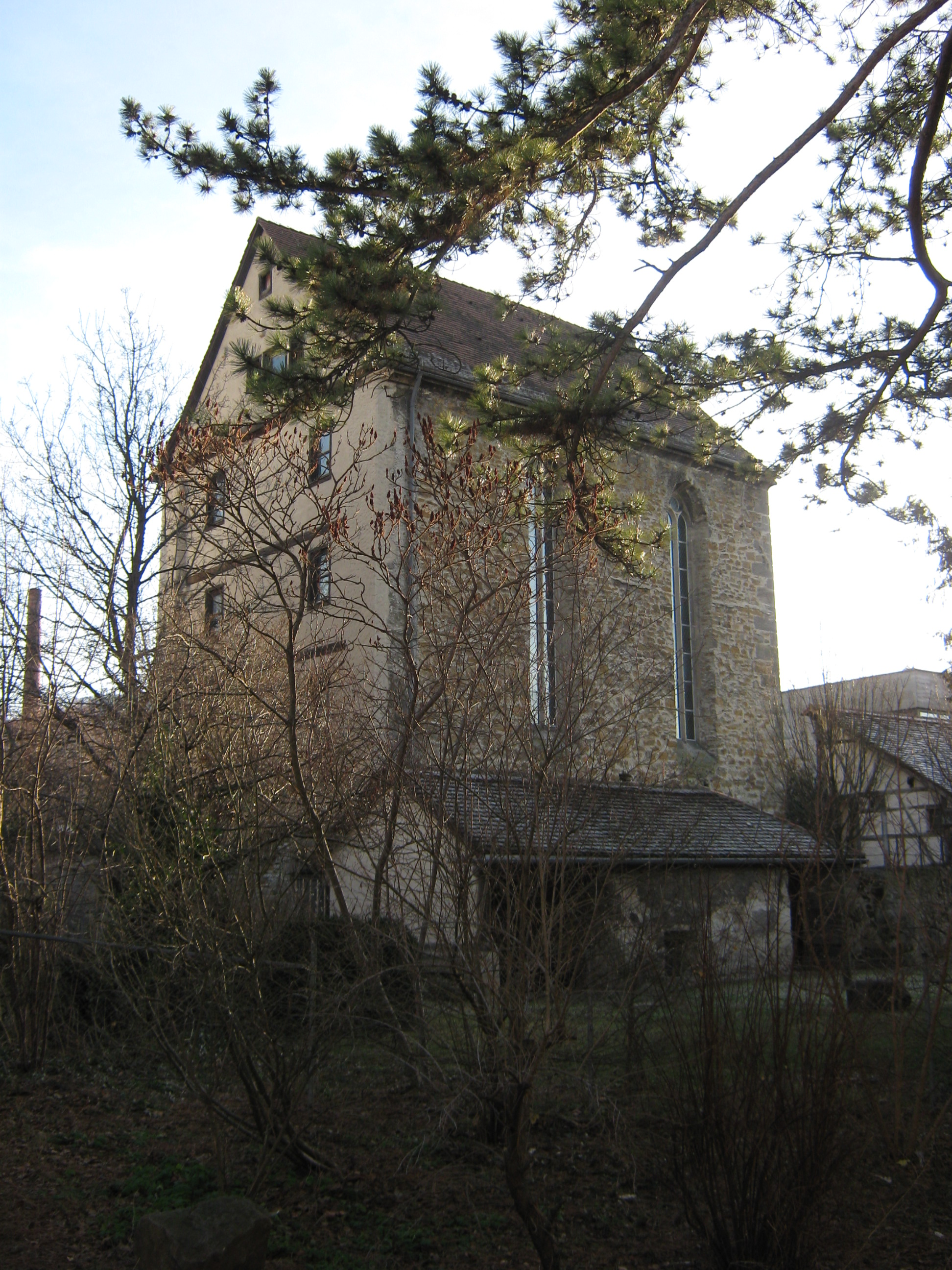
Die Klosterkirche von Norden (2012). Links die knapp 300 Jahre jüngere Nordostfassade.

Nachdem das Kloster 1648 an Württemberg gefallen war, wurde zunächst 1793 ein Kameralamt auf dem Gelände erbaut. 1845 ging das gesamte Areal in Privateigentum über und wurde seit 1953 nach und nach von der Stadt Pfullingen erworben.
Seit der Auflösung des Klosters sind zahlreiche Gebäude der Anlage verloren gegangen. So wurde alleine zwischen 1785 und 1860 der Kreuzgang, alle vier Flügel des Konventsgebäudes sowie zahlreiche Wirtschaftsgebäude abgerissen. Das Zeughaus brannte 1920 ab und die Klostermühle musste 1968 dem Bau des Friedrich-Schiller-Gymnasiums weichen, obwohl es Mitte der Sechzigerjahre dank des aufkommenden Bewusstseins für den Wert historischer Gebäude den Versuch gab, die Klostermühle vor dem Abriss zu bewahren.
Neben der Klosterkirche und dem Sprechgitter existieren heute noch Teile der Außenmauer und der Klausurmauer, der ehemalige Fruchtkasten, der heute als Wohnhaus dient, das ehemalige Windenhaus, das im 17. Jahrhundert zum Waschhaus umgebaut wurde und heute Ausstellungen enthält, sowie zwei kleine Anbauten an die Klosterkirche, die durch Kellergewölbe mit der Kirche verbunden sind.
Mitte 2022 weckte eine Rettungsgrabung, die im Vorfeld von Baumaßnahmen vorgenommen wurde, Zweifel an der bisher angenommenen Baugeschichte – wie sie auch hier wiedergegeben wird – des Klosters. Konkrete Erkenntnisse wurden noch nicht veröffentlicht.

### Klosterkirche
Von 1978 bis 1981 ließ die Stadt Pfullingen die Klosterkirche restaurieren. Zuvor war die Kirche stark verfallen und überwuchert, die großen Kirchenfenster waren bis auf kleine rechteckige Öffnungen zugemauert. In der Zeit, als die Kirche als Fruchtkasten diente, waren Zwischenböden in das Kirchenschiff eingezogen worden. Im Zuge der Restaurierungsarbeiten wurde die Bausubstanz gesichert und Maßnahmen zum Erhalt der historischen Wandmalereien aus dem 14. Jahrhundert – unter anderem Fugenmalereien, Scheinfenster und Ornamente in gotischem Stil – getroffen. Die Spitzbogenfenster wurden wieder aufgebrochen, die Holzdecke rekonstruiert und die Böden erneuert. Im Keller wurden eine Heizung, eine Theke sowie WC-Anlagen installiert, um den Raum als Veranstaltungsort nutzbar zu machen.
Heute verfügt die Klosterkirche über insgesamt fünf Geschosse. Der Zugang zum Gebäude ist durch den Haupteingang im Erdgeschoss oder über den Klostergarten durch die Kellergewölbe möglich. An der Außenseite sind noch gut die Stellen erkennbar, an denen das Konventsgebäude und der Kreuzgang, die sich an die Kirche anschlossen, diese berührten. An der Südwestfassade (siehe das Bild im vorigen Abschnitt Auflösung und Wiederbesiedelung) und an der Südostfassade (siehe das Bild in der Infobox) sind noch die genauen Verläufe der Dachflächen zu sehen. An der Südostfassade finden sich ferner ein ehemaliger Eingang, der inzwischen vergittert und verglast ist, und vier Kragsteine. Die Nordostfassade stammt nicht aus dem 13. Jahrhundert, sondern wurde um 1579 errichtet, nachdem 1539 etwa die Hälfte des Kirchengebäudes abgerissen worden war.

### Sprechgitter
Das Sprechgitter des Klosters diente den Bewohnerinnen, die ansonsten in Klausur lebten, als einzige Kontaktmöglichkeit zur Außenwelt. Es war einst Bestandteil eines Gebäudes, des Parlatoriums, das heute jedoch – abgesehen von der Außenwand mit dem Sprechgitter – nicht mehr existiert. Das Gitter besteht aus zwei Öffnungen in der Mauer, in die gelochte Eisenbleche eingefasst sind. Eines dieser Bleche wurde später durch eine Durchreiche in Form eines Gitters ersetzt. Das Bodenniveau auf der Innenseite ist wesentlich höher als außen, sodass die Nonnen knien mussten, während der Besuch außen sich nach oben recken musste. Das Pfullinger Sprechgitter ist das einzige erhaltene mittelalterliche Sprechgitter in Europa. 2006 wurde zum Schutz des Sprechgitters ein Dach installiert.

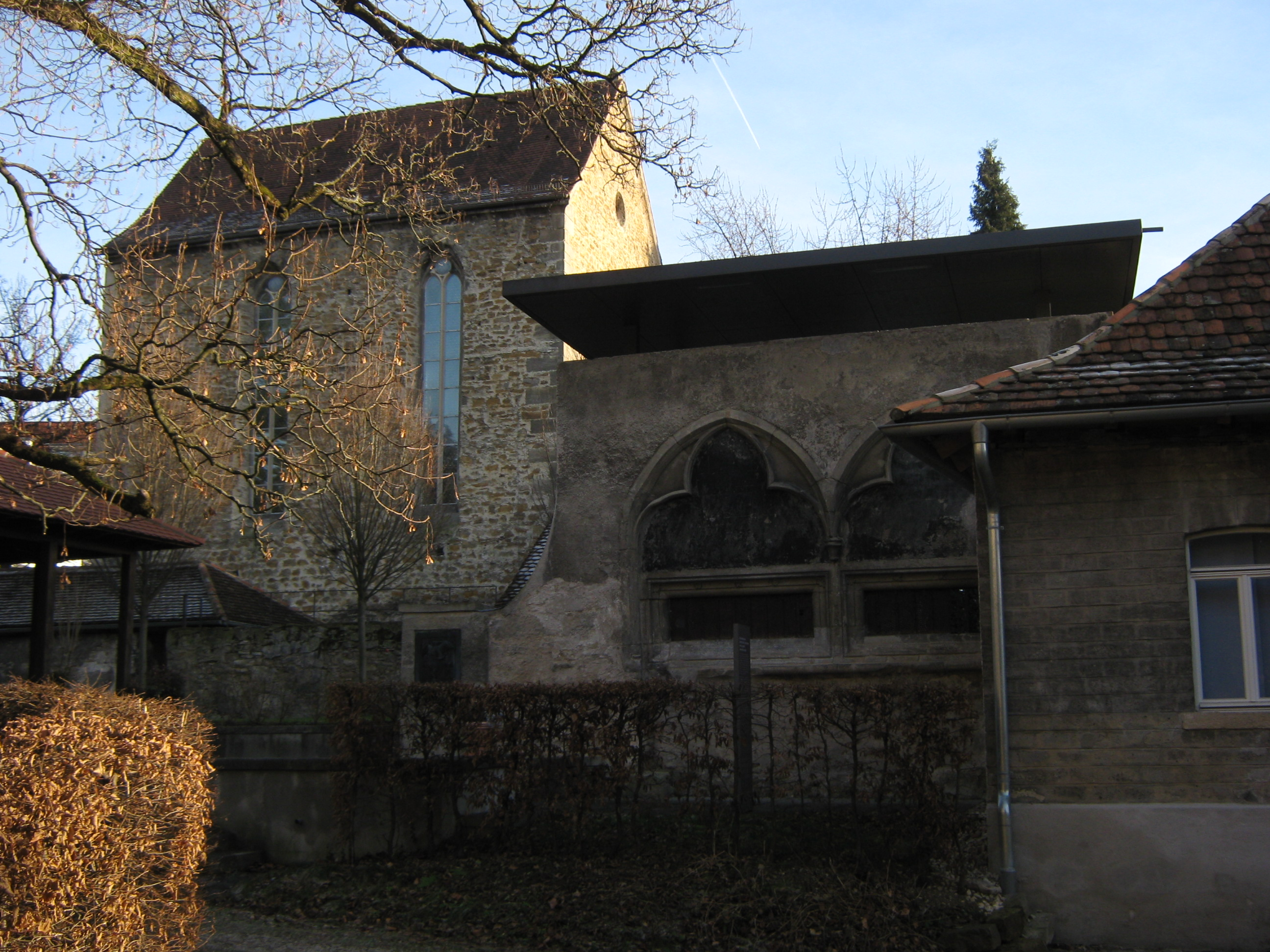
Sprechgitter und Klosterkirche von Nordwesten
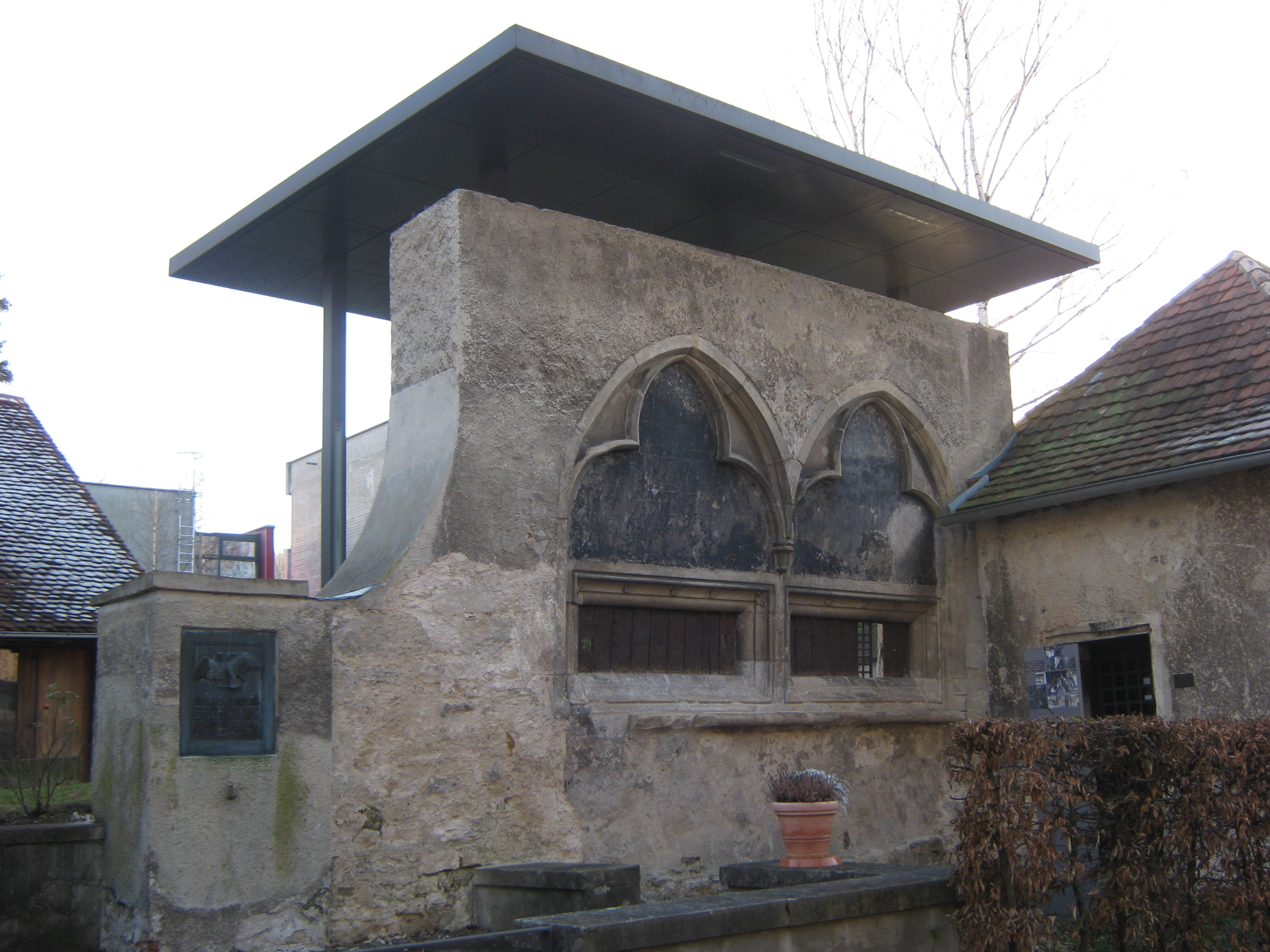
Außenseite des Sprechgitters
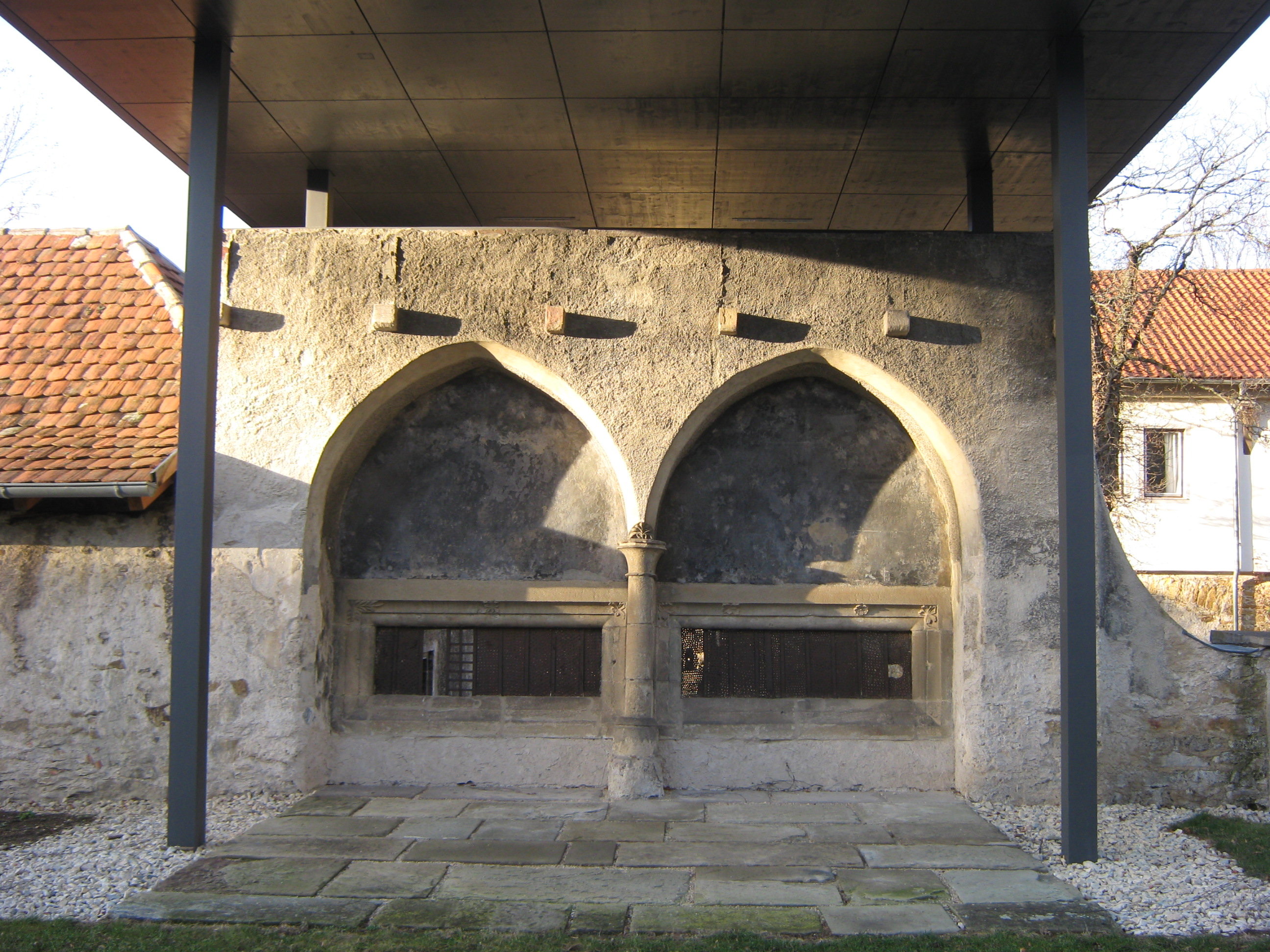
Innenseite des Sprechgitters
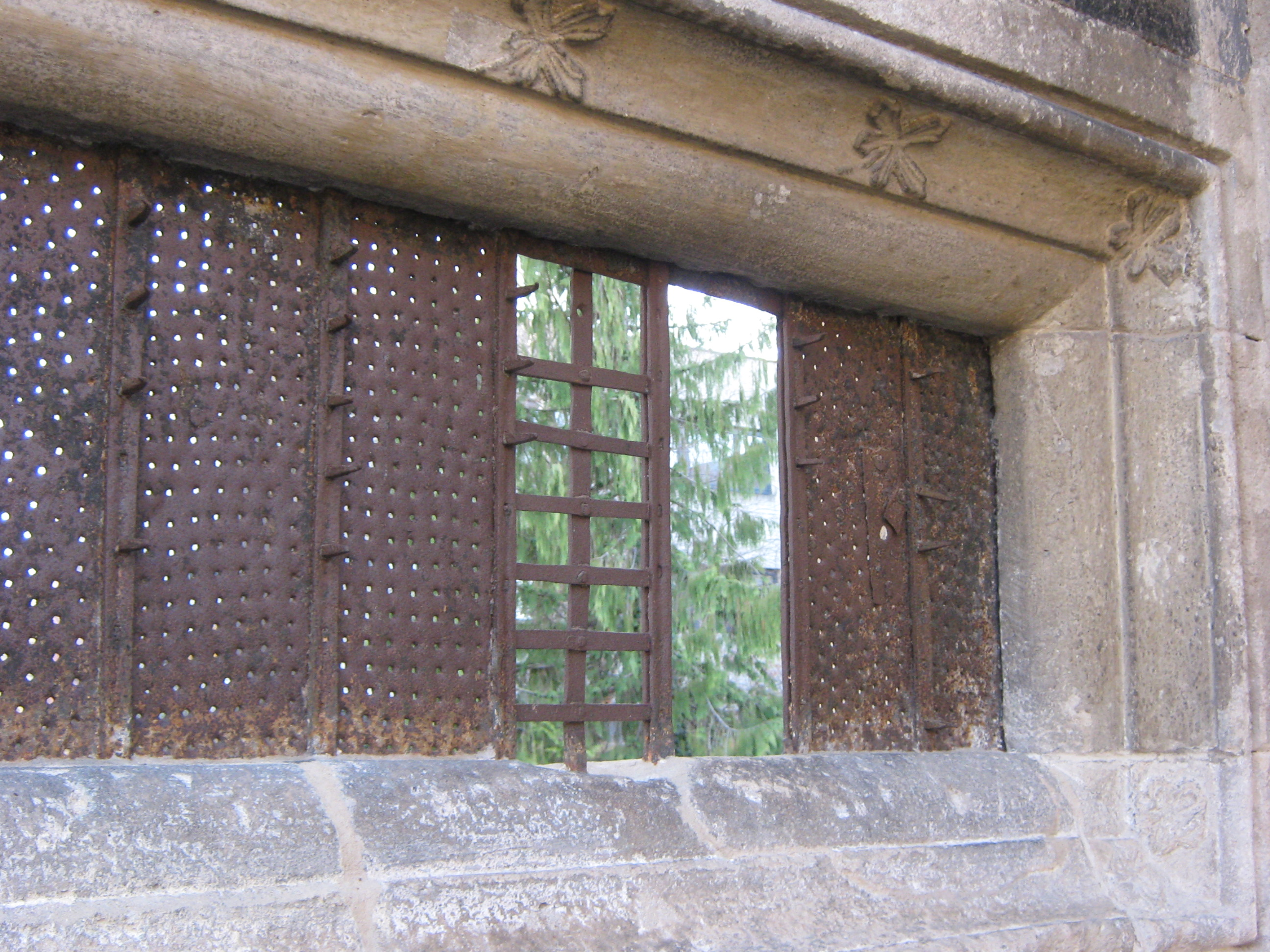
Detail des Sprechgitters

## Heutige Nutzung

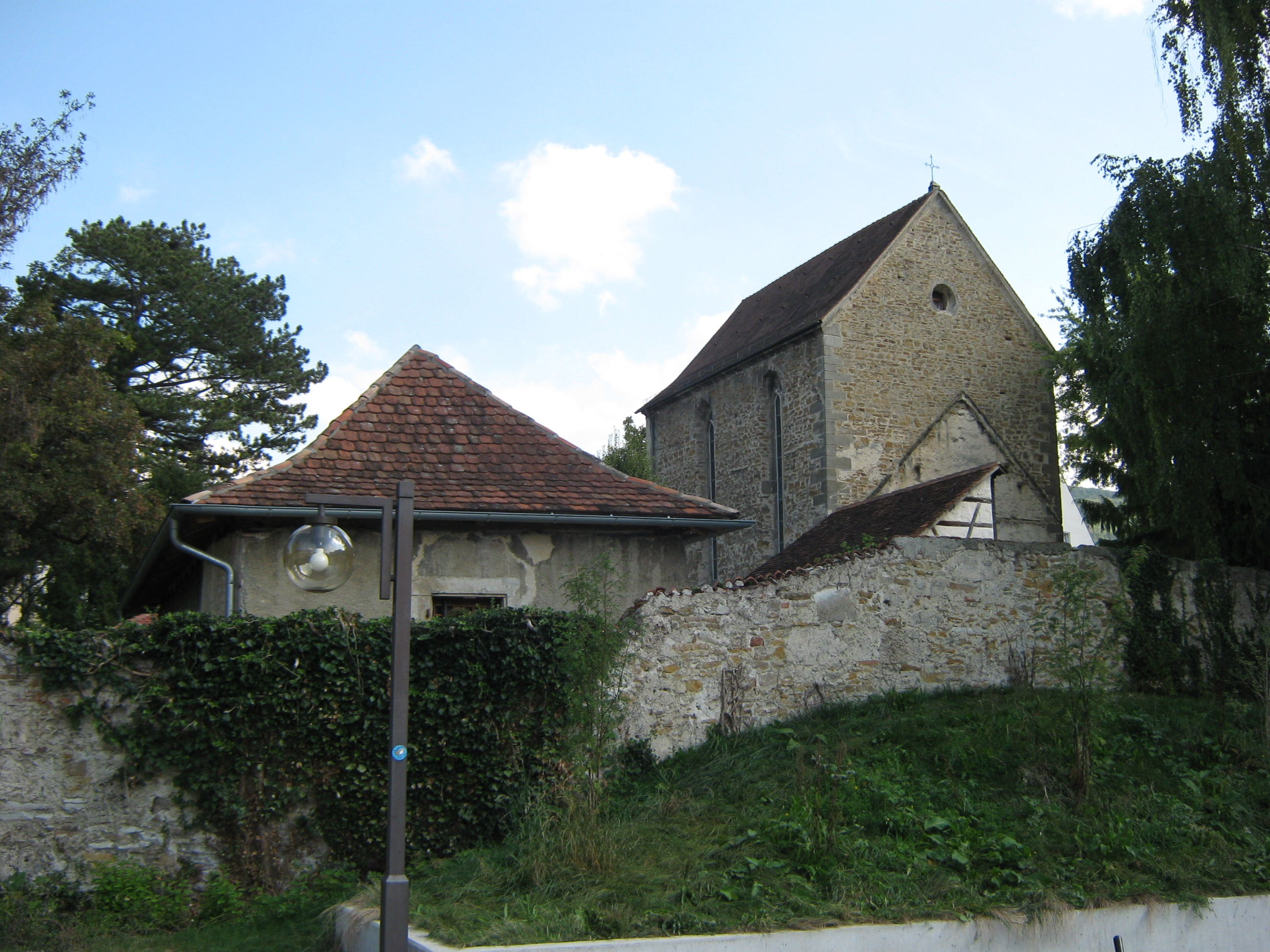
Ansicht von Westen

Auf dem Gelände des ehemaligen Klosters befindet sich heute unter anderem das Friedrich-Schiller-Gymnasium, die Neske-Bibliothek, ein Hotel, ein Kindergarten und eine Wohnanlage.
Die Klosterkirche und das Sprechgitter sind heute beliebte touristische Ausflugsziele. Sie können von Juli bis Oktober jeden Sonntag zwischen 14 und 17 Uhr besichtigt werden (Stand: Oktober 2021).
Das Obergeschoss der Klosterkirche wurde jahrelang als Veranstaltungssaal genutzt, bis dies 2009 aufgrund des fehlenden zweiten Fluchtwegs untersagt wurde. Im Erdgeschoss der Kirche finden Kunstausstellungen statt, im Keller Kulturveranstaltungen. Der Garten zwischen Kirche und Sprechgitter wird als Veranstaltungsort beispielsweise für Konzerte und Lesungen genutzt.

### Kulturhaus Klosterkirche
Schon seit den 1990er-Jahren setzt sich die Initiative für ein Kulturhaus in Pfullingen e. V. für die Einrichtung eines Kulturhauses in Pfullingen ein. Seit den 2010er-Jahren gibt es Überlegungen, dieses als Anbau an die Klosterkirche zu realisieren, um deren Obergeschoss wieder zugänglich zu machen. 2014 veranstaltete die Stadt Pfullingen einen Planungswettbewerb für die Umsetzung dieses Vorhabens. Unter den insgesamt fünf teilnehmenden Architektenbüros setzte sich das Büro Bamberg Architekten aus Pfullingen durch.
2017 gründete Architekt Thomas Bamberg mit weiteren Mitstreitern den Förderverein Kulturhaus Klosterkirche Pfullingen. 2019 beauftragte der Gemeinderat Bamberg mit der Bauplanung und beantragte auf dieser Grundlage Fördermittel beim Land Baden-Württemberg, die Anfang 2020 zugesagt wurden. Kurz nach der Zusage befasste sich der Gemeinderat erneut mit dem Kulturhaus. Einige Stadträte schlugen vor, den Baubeginn aufgrund der finanziellen Unwägbarkeiten der Coronapandemie zu verschieben. Im Dezember 2021 folgte dann der Beschluss des Pfullinger Gemeinderats zum Bau des Kulturhauses für rund 3,2 Millionen Euro.

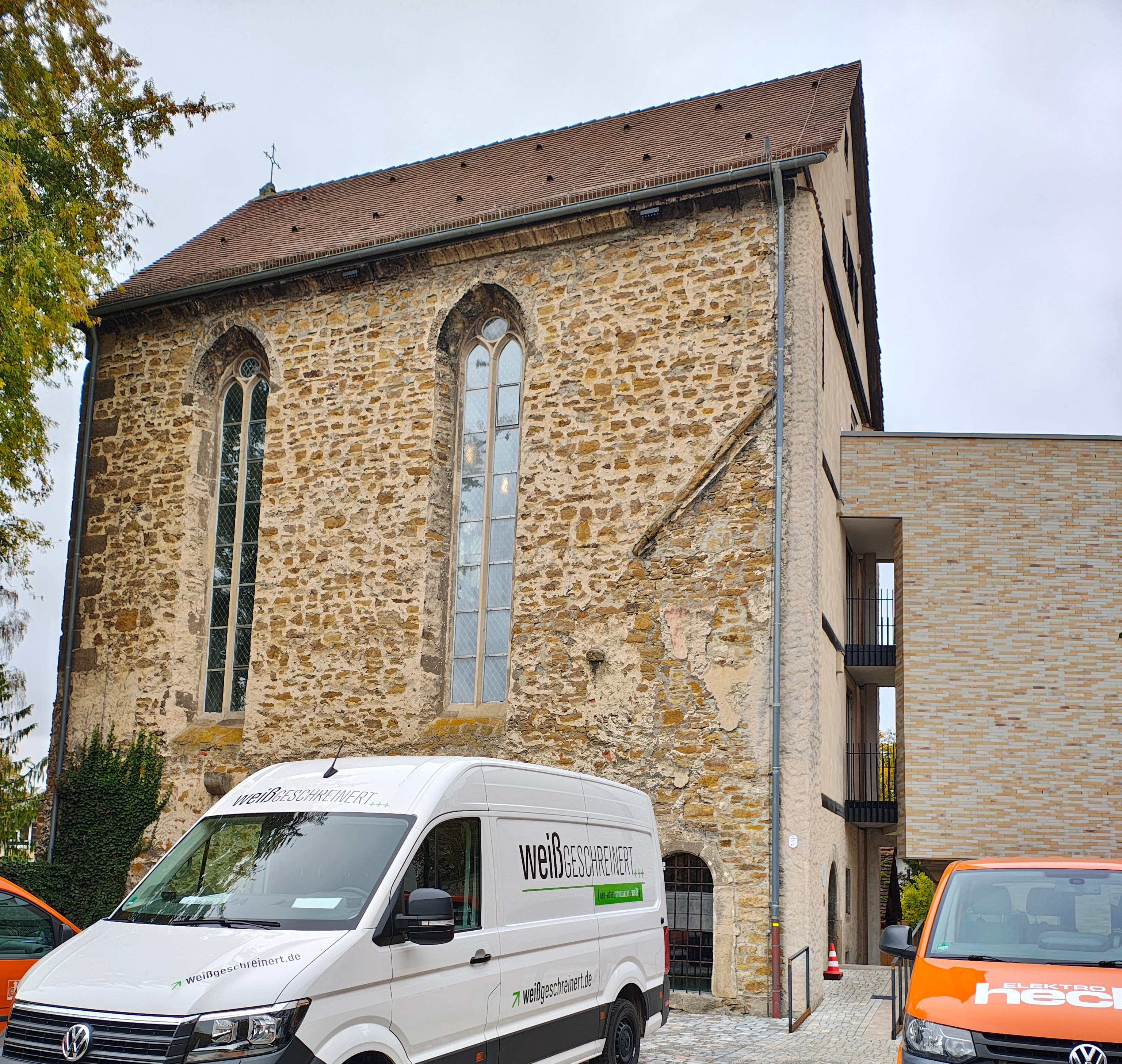
Klosterkirche und Kulturhaus 2024

Nach langen Diskussionen konnte das Kulturhaus im Juni 2024 eröffnet werden. Der moderne Neubau ist mit der Klosterkirche durch einen Treppenturm verbunden, durch den alle Stockwerke der Kirche barrierefrei zugänglich sind.

## Trivia
- Der Dichter Paul Celan ließ sich vom Pfullinger Sprechgitter zu seinem Gedichtband Sprachgitter inspirieren. Der Pfullinger Verleger Günther Neske, dessen Verlagshaus im Klosterareal direkt gegenüber dem Sprechgitter lag, lernte im Juni 1957 Celan kennen und sandte ihm kurz darauf eine Postkarte mit einem Bild des Sprechgitters zu. Celan verfasste daraufhin das Gedicht Sprachgitter und benannte danach schließlich einen ganzen Gedichtband – den er dann aber nicht bei Neske, sondern 1959 im S. Fischer Verlag veröffentlichte.[18][36][37]
- 2017 fanden in der Klosterkirche Dreharbeiten für den Film Mackie Messer – Brechts Dreigroschenfilm statt.[38]